# Wołewaczi
Wołewaczi (ukr. Волевачі) – wieś na Ukrainie, w obwodzie czernihowskim, w rejonie czernihowskim, w hromadzie Oster. W 2001 liczyła 269 mieszkańców.